# Cholovocera fleischeri
Cholovocera fleischeri là một loài bọ cánh cứng trong họ Endomychidae. Loài này được Reitter miêu tả khoa học năm 1902.